# Ровинский, Викентий Павлович

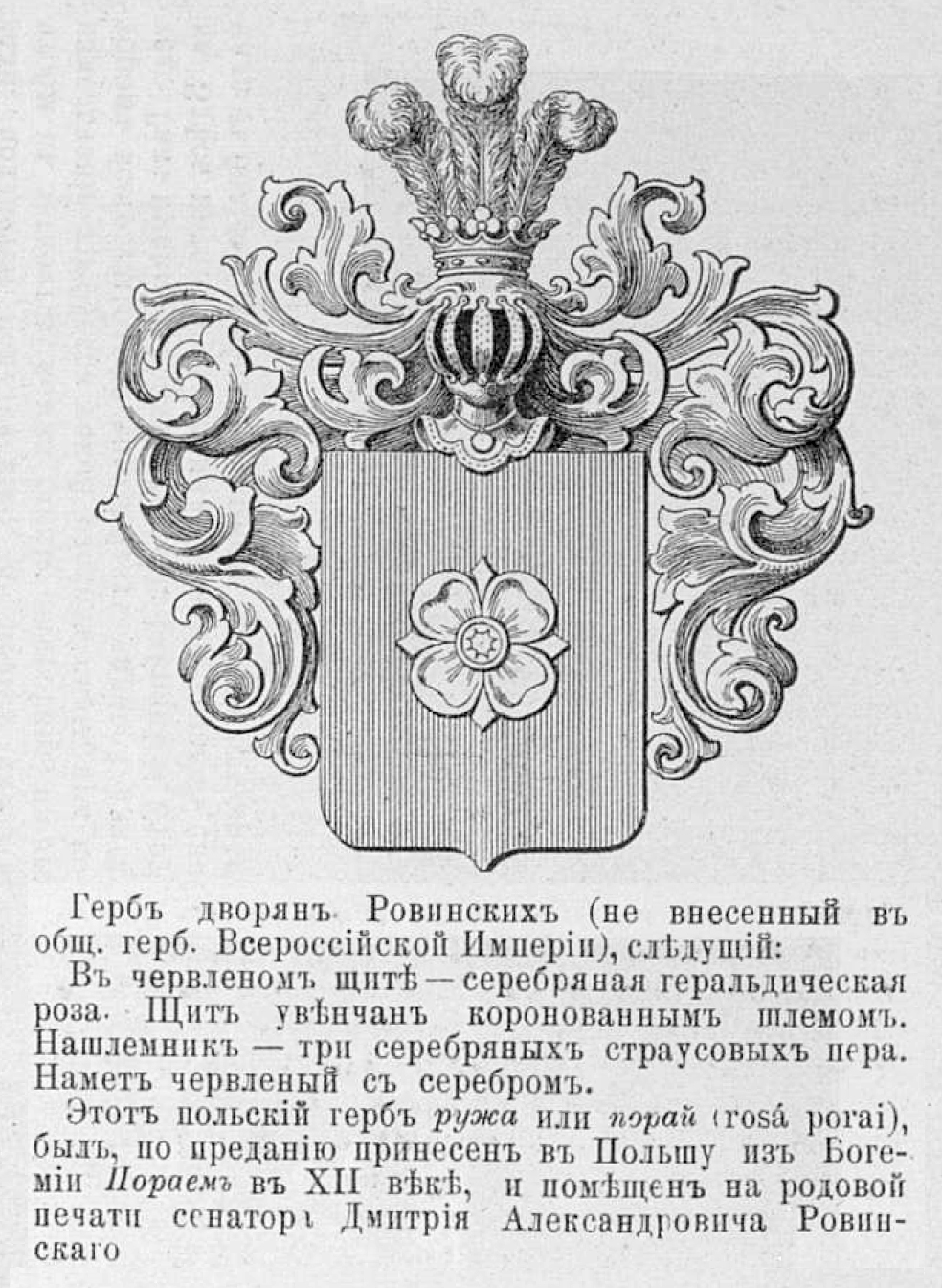
Герб дворян Ровинских

Вике́нтий Па́влович Рови́нский (бел. Вікенцій Паўлавіч Равінскі; также Равинский, 1786—1855) — белорусский поэт, наиболее вероятный автор первой белорусской поэмы «Энеида наизнанку». Офицер русской армии, участник Наполеоновских войн.
Из дворян Духовщинского уезда Смоленской губернии. Сын коллежского советника, духовщинского городничего Павла Васильевича Ровинского и Феодосии Семеновны Халютиной. Участвовал в кампаниях 1805 года, 1806—1807, Отечественной войне 1812 года и Заграничном походе русской армии. Адъютант генерала Д. С. Дохтурова, который очень хорошо о нём отзывался. С 1816 года в отставке в чине полковника. Служил в Министерстве финансов. Управлял удельными конторами в Пензе и Костроме.
Из русскоязычных произведений Викентия Ровинского сохранилась в рукописи прозаическая сатира «Великий муж субординации». Ему же, вероятно, принадлежат и две поэтические сатиры, списанные в том же сборнике: «Расчет капитана с казначеем» и «Разговор суеверных соседей». Стихотворная комедия «Брак поневоле» известна из описания в мемуарах внука поэта, Константина Ровинского, однако текст её не найден.

## Семья
Женат на Прасковье Яковлевне Римской-Корсаковой, отец десяти детей. Прямое потомство В. П. Ровинского существует до настоящего времени.
Старший брат, Александр Павлович (1778—1838) — также полковник и участник наполеоновских войн, московский полицеймейстер (1815—1830). Его сын, племянник Викентия Павловича — Дмитрий Александрович Ровинский (1824—1895) — юрист и искусствовед.